# Simone Renoglio
Simone Renoglio (1967 o 1968 – Roma, 14 gennaio 2003) è stato un vigile del fuoco italiano, insignito della Medaglia d'oro al valor civile alla memoria.

## Biografia
Arruolato nel Corpo nazionale dei vigili del fuoco nel nucleo sommozzatori del comando di Roma, Renoglio intervenne il 14 gennaio 2003 per soccorrere un tecnico sommozzatore in difficoltà presso la diga di Castel Giubileo. Dopo aver tratto in salvataggio il tecnico Renoglio fu probabilmente colpito da un detrito e fu trasportato presso l'ospedale di Villa San Pietro, dove non riprese conoscenza. Pochi mesi dopo il Presidente della Repubblica Carlo Azeglio Ciampi gli conferì la Medaglia d'oro al valor civile alla memoria.